# Pueblito Viejo (canción)
Pueblito Viejo es un vals colombiano escrito por José A. Morales . La canción se inspiró en las calles empinadas y empedradas de Socorro, Santander, donde Morales pasó su infancia. Ganó un disco de oro en 1966.
La canción ha sido grabada por múltiples artistas, incluidos Garzón y Collazos, Soraya, Gabino Pampini, Alfredo Rolando Ortiz, Jimmy Salcedo y Su Onda Tres, Manuel Villanueva y Su Orquesta, Orlando Carrizosa, Toño Fuentes, Carmiña Gallo y Silva Y Villalba.
La canción ha sido nombrada como una de las mejores canciones colombianas de todos los tiempos por múltiples medios:
- En su lista de las diez mejores canciones colombianas, El Heraldo ubicó a Pueblito Viejo en el No. 4.[6]

- En su lista de las 50 mejores canciones colombianas de todos los tiempos, el diario El Tiempo, ubicó la versión de la canción de Garzón y Collazos en el puesto 12.[7]

- Viva Music Colombia ubicó la canción en el puesto número 8 de su lista de las 100 canciones colombianas más importantes de todos los tiempos.[8]